# Lodewijk Karel van Rockolfing de Nazareth

Wapen van de gemeente Nazareth dat bestaat uit de samenvoeging van het wapen Rockolfing (links) en het wapen Kervyn (rechts)

Lodewijk Karel Jozef Ghisleen van Rockolfing de Nazareth (Gent, 24 januari 1773 - 31 juli 1860) was een Zuid-Nederlands edelman van Hongaarse oorsprong.

## Geschiedenis
Midden de zeventiende eeuw trouwde Georges van Rockolfing met Francisca van der Zickele, dochter van de heer van Nazareth. Via haar zus, Philipotte van der Zickele, werd Lodewijk van Rockolfing in 1682 heer van Nazareth. De heerlijkheid bleef aan de afstammelingen de Rockolfing tot op het einde van het ancien régime.
De laatste heer was Louis-Emmanuel van Rockolfing, die ook schepen van Gent was. Toen Nazareth in de Franse tijd een gemeente werd, werd hij als vroegere heer niet weerhouden voor het burgemeesterschap. In 1805 werd hij dan toch tot burgemeester benoemd.

## Levensloop
Lodewijk-Karel van Rockolfing, zoon van Louis-Emmanuel (zie hierboven) en van Marie-Françoise de Ghellinck, emigreerde tijdens de revolutiejaren. Hij kwam naar Gent terug, waar zijn vader als burgemeester vervangen werd door notaris Cornil Bekaert. In 1832 volgde Lodewijk-Karel hem op en vervulde dit ambt tot aan zijn dood.
In 1816, ten tijde van het Verenigd Koninkrijk der Nederlanden, werd hij erkend in de erfelijke adel onder de naam van Rockolfing de Nazareth en benoemd in de Ridderschap van de provincie Oost-Vlaanderen. Om onbekende redenen werd de benoeming in 1819 geannuleerd, maar in 1824 opnieuw bevestigd.
In 1815 trouwde hij met Marie-Françoise Borluut (1794-1854), dochter van senator Emmanuel Borluut. Ze kregen drie dochters. Een van hen, Eugénie de Rockolfing (1818-1878), trouwde met volksvertegenwoordiger Philippe Kervyn de Volkaersbeke (1815-1881), wat het begin inluidde van de betrokkenheid van deze familie bij de gemeente Nazareth.
In 1892 overleed de laatste naamdrager van Rockolfing.